# Kaos edizioni
La Kaos edizioni è una casa editrice italiana, con sede a Milano, Via Chianciano, 3. È stata fondata nel 1985. Dal 2022 non risulta attiva con nuove pubblicazioni. 

## Storia
Fu fondata a Milano col nome di Gammalibri. Rock books, e inizialmente dedita in particolare a pubblicazioni di carattere musicale. Negli anni successivi si è specializzata nella pubblicazione prevalente di libri di inchiesta, critica sociale e controinformazione, talora definiti "scandalosi" o "beffardi".
Ha pubblicato volumi sulla musica italiana e internazionale, sulla politica italiana, sulla partitocrazia, sui protagonisti dell'economia italiana, sul Vaticano in chiave di denuncia, sulla laicità dello Stato, sulla criminalità organizzata.
L'ultimo comunicato e aggiornamento dell'attività editoriale risulta risalire al 2022. Gli ultimi testi pubblicati appaiono essere raccolte di materiale prodotto da diversi autori attorno a temi comuni; fra questi, il libro uscito il 6 aprile 2022 dal titolo "Delitto Moro: carte nascoste" (978-88-7953-343-0) o  "Esecuzione capitale: Edgardo Sogno, le Br e il delitto Moro" (ISBN 978-88-7953-344-7) .
Da tale data non vi sono altre pubblicazioni oltre alla vendita del già stampato; risulta in corso, dal 15 settembre 2022, una procedura fallimentare, con numero 414/2022